# ペイン&ゲイン 史上最低の一攫千金
『ペイン&ゲイン 史上最低の一攫千金』（Pain & Gain）は、2013年にアメリカ合衆国で公開されたクライムコメディ映画。1990年代に実際に起きた誘拐事件について「マイアミ・ニュー・タイムズ」でピート・コリンズが記したルポが原作となっている 。日本では劇場公開されずビデオスルーとなった。

## ストーリー
筋トレだけが生きがいのジムトレーナーのダニエルは、自分の冴えない人生にうんざりしていた。そこで彼はジムに通う裕福なビジネスマン、ヴィクターの誘拐を計画する。早速彼はジムで共に働くエイドリアンと、ジムの新入りで前科者のポールと共に誘拐を決行する。なんとか計画は成功したかに思われたが、命からがら逃げ出したヴィクターは、私立探偵のエド・デュボイスを雇い、ダニエルらを追い詰めていく。

## キャスト
※括弧内は日本語吹替
- ダニエル・ルーゴ - マーク・ウォールバーグ（花輪英司）
- ポール・ドイル - ドウェイン・ジョンソン（楠大典）
- エイドリアン・ドアバル - アンソニー・マッキー（白熊寛嗣）
- ヴィクター・ペペ・カーショウ - トニー・シャルーブ（石住昭彦）
- エド・デュボイス3世 - エド・ハリス（菅生隆之）
- ジョン・ミース - ロブ・コードリー（浦山迅）
- ソリーナ・ルミニタ - バール・パリー（英語版）（棟方真梨子）
- ロビン・ペック - レベル・ウィルソン（品田美穂）
- ジョニー・ウー - ケン・チョン（田尻浩章）
- フランク・グリーガ - マイケル・リスポリ（楠見尚己）
- ロペス - トニー・プラナ（仲野裕）
- ビョルンソン医者 - ピーター・ストーメア